# Matthew Conger
Matthew Conger (sinh ngày 11 tháng 10 năm 1978) là một trọng tài bóng đá New Zealand đến từ Palmerston North. Sinh ra ở Texas, Conger làm trọng tài ở A-League của Úc và Giải bóng đá vô địch quốc gia New Zealand. Ông cũng là một giáo viên ở Palmerston North.
Năm 2017, ông giành được giải thưởng Trọng tài New Zealand của năm.

## Giải vô địch bóng đá thế giới
| Giải vô địch bóng đá thế giới 2018 - Nga | Giải vô địch bóng đá thế giới 2018 - Nga | Giải vô địch bóng đá thế giới 2018 - Nga | Giải vô địch bóng đá thế giới 2018 - Nga |
| Ngày                                     | Trận đấu                                 | Địa điểm                                 | Vòng                                     |
| ---------------------------------------- | ---------------------------------------- | ---------------------------------------- | ---------------------------------------- |
| 22 tháng 6 năm 2018                      | Nigeria – Iceland                        | Volgograd                                | Vòng bảng                                |